# Інвернесс (Каліфорнія)
Інвернесс (англ. Inverness) — переписна місцевість (CDP) в США, в окрузі Марін штату Каліфорнія. Населення — 1379 осіб (2020).

## Географія
Інвернесс розташований за координатами 38°5′6″ пн. ш. 122°51′14″ зх. д. / 38.08500° пн. ш. 122.85389° зх. д. (38.084947, -122.854009).  За даними Бюро перепису населення США в 2010 році переписна місцевість мала площу 17,70 км², з яких 16,57 км² — суходіл та 1,13 км² — водойми.

### Клімат
| Клімат : Інвернесс    | Клімат : Інвернесс | Клімат : Інвернесс | Клімат : Інвернесс | Клімат : Інвернесс | Клімат : Інвернесс | Клімат : Інвернесс | Клімат : Інвернесс | Клімат : Інвернесс | Клімат : Інвернесс | Клімат : Інвернесс | Клімат : Інвернесс | Клімат : Інвернесс | Клімат : Інвернесс |
| Показник              | Січ.               | Лют.               | Бер.               | Квіт.              | Трав.              | Черв.              | Лип.               | Серп.              | Вер.               | Жовт.              | Лист.              | Груд.              | Рік                |
| Середній максимум, °C | 12,3               | 12,3               | 12,1               | 12,5               | 12,4               | 13,7               | 14,2               | 14,4               | 16,1               | 16,1               | 15,2               | 13,0               | 13,7               |
| Середній мінімум, °C  | 7,3                | 7,7                | 7,4                | 7,9                | 8,2                | 9,1                | 9,7                | 10,2               | 10,9               | 10,7               | 9,9                | 8,2                | 8,9                |
| Норма опадів, мм      | 87                 | 77                 | 49                 | 31                 | 17                 | 6                  | 1                  | 1                  | 9                  | 26                 | 44                 | 84                 | 433                |
| --------------------- | ------------------ | ------------------ | ------------------ | ------------------ | ------------------ | ------------------ | ------------------ | ------------------ | ------------------ | ------------------ | ------------------ | ------------------ | ------------------ |
| Джерело:              |                    |                    |                    |                    |                    |                    |                    |                    |                    |                    |                    |                    |                    |

## Демографія
Згідно з переписом 2010 року, у переписній місцевості мешкали 1304 особи в 697 домогосподарствах у складі 347 родин. Густота населення становила 74 особи/км².  Було 1130 помешкань (64/км²).
Расовий склад населення:
| - 92,9 % — білих - 1,2 % — чорних або афроамериканців - 1,2 % — азіатів - 0,6 % — корінних американців - 0,2 % — вихідців з тихоокеанських островів - 1,5 % — осіб інших рас |

До двох чи більше рас належало 2,5 %. Частка іспаномовних становила 6,1 % від усіх жителів.
За віковим діапазоном населення розподілялося таким чином: 10,7 % — особи молодші 18 років, 62,4 % — особи у віці 18—64 років, 26,9 % — особи у віці 65 років та старші. Медіана віку мешканця становила 57,3 року. На 100 осіб жіночої статі у переписній місцевості припадало 82,9 чоловіків;  на 100 жінок у віці від 18 років та старших — 82,0 чоловіків також старших 18 років.
Середній дохід на одне домашнє господарство  становив 82 477 доларів США (медіана — 52 135), а середній дохід на одну сім'ю — 127 470 доларів (медіана — 95 625). Медіана доходів становила 69 519 доларів для чоловіків та 49 602 долари для жінок. За межею бідності перебувало 10,8 % осіб, у тому числі 18,3 % дітей у віці до 18 років та 0,0 % осіб у віці 65 років та старших.
Цивільне працевлаштоване населення становило 655 осіб. Основні галузі зайнятості: мистецтво, розваги та відпочинок — 30,4 %, освіта, охорона здоров'я та соціальна допомога — 24,0 %, науковці, спеціалісти, менеджери — 12,8 %, інформація — 7,5 %.